# ピトン
ピトン（Pitons）は、カリブ海に浮かぶ小アンティル諸島の一部であるウィンドワード諸島に位置する島国セントルシアの南西部にある2つの小さな火山である。
セントルシアの南西部の海岸部に位置し、スフリエールから南のジャルスルにあり、ショワズールの町の北に位置する海岸にある。高さ743mのプチ・ピトン山と隣の高さ798mのグロ・ピトン山の2つの山からなり、双子の山と呼ばれている。豊かで美しい自然を残しており、2004年にピトン管理地域として世界遺産になった。
火山の背後には硫黄の噴気孔および温泉などが多い地熱地帯のサルファー・スプリングスがあり、一帯には先住民のカリブ族によるペトログリフも存在する。2つの山は熱帯・亜熱帯の湿潤森林に覆われており、山頂には乾燥林と湿潤矮林があり、プチ・ピトン山には97種、グロ・ピトン山には148種の植物が見られる。
動物相も豊富で、グロ・ピトン山には5種の固有種を含む27種の鳥類、3種の固有種の齧歯類、1種のオポッサム、3種のコウモリ、8種の爬虫類、3種の両生類が生息している。付近の海域には裾礁や離礁などの広大なサンゴ礁があり、タイマイ、ジンベエザメ、コビレゴンドウなどが見られ、168種の魚類、サンゴを含む60種の刺胞動物、8種の軟体動物、14種の海綿動物、11種の棘皮動物、15種の節足動物およひ8種の環形動物が生息している。
この地域はセントルシアのシンボルで、セントルシアの国旗にもその姿が描かれる。

## 登録基準
この世界遺産は世界遺産登録基準のうち、以下の条件を満たし、登録された（以下の基準は世界遺産センター公表の登録基準からの翻訳、引用である）。
- (7) ひときわすぐれた自然美及び美的な重要性をもつ最高の自然現象または地域を含むもの。
- (8) 地球の歴史上の主要な段階を示す顕著な見本であるもの。これには生物の記録、地形の発達における重要な地学的進行過程、重要な地形的特性、自然地理的特性などが含まれる。